# Castel del Monte (DOC-Wein)
Unter der Bezeichnung Castel del Monte werden Weine mit DOC-Status zusammengefasst, die in der süditalienischen Provinz Barletta-Andria-Trani in der Region Apulien erzeugt werden. Der Wein hat seit 1971 eine „geschützte Herkunftsbezeichnung“ (Denominazione di origine controllata – DOC), deren letzte Aktualisierung am 7. März 2014 veröffentlicht wurde.

## Anbaugebiet
Der Anbau ist gestattet in der Gemeinde Minervino Murge und in Teilen der Gemeinden von Andria, Canosa di Puglia, Corato, Trani, Ruvo di Puglia, Terlizzi, Bitonto, Palo del Colle, Toritto und Binetto.
Im Jahr 2020 wurden dort 29.406 Hektoliter DOC-Wein erzeugt.

## Erzeugung
Unter der Bezeichnung Castel del Monte (DOC) werden folgende Weinsorten erzeugt:
- Castel del Monte Bianco – ein Weißwein, auch als Frizzante (Perlwein) oder als Spumante (Schaumwein), entweder sortenrein hergestellt aus jeweils 100 % Pampanuto oder Chardonnay oder Bombino bianco oder als Cuvée mit höchstens 35 % anderen weißen Rebsorten, die in der Produktionszone „Murgia Centrale“ zugelassen sind.
- Castel del Monte Rosso – ein Rotwein, auch als Novello, entweder sortenrein hergestellt aus jeweils 100 % Nero di Troia oder Aglianico oder Montepulciano oder als Cuvée mit höchstens 35 % anderen roten Rebsorten, die in der Produktionszone „Murgia Centrale“ zugelassen sind.
- Castel del Monte Rosato – ein Roséwein auch als Frizzante (Perlwein) oder als Spumante (Schaumwein), entweder sortenrein hergestellt aus jeweils 100 % Bombino Nero oder Aglianico oder Nero di Troia oder als Cuvée mit höchstens 35 % anderen weißen Rebsorten, die in der Produktionszone „Murgia Centrale“ zugelassen sind.
- Unter der Bezeichnung Castel del Monte …, gefolgt von der jeweiligen Rebsorte, werden Weine produziert, die zu mindestens 90 % aus der jeweils genannten Rebsorte bestehen müssen. Höchstens 10 % andere analoge Rebsorten, die in der Produktionszone „Murgia Centrale“ zugelassen sind, dürfen zugesetzt werden:
  - Castel del Monte Bombino Bianco, auch als Frizzante und Spumante
  - Castel del Monte Chardonnay, auch als Frizzante
  - Castel del Monte Sauvignon, auch als Frizzante
  - Castel del Monte Nero di Troia
  - Castel del Monte Cabernet (aus Cabernet Franc und/oder Cabernet Sauvignon), auch als „Riserva“
  - Castel del Monte Aglianico, auch als „Riserva“
  - Castel del Monte Aglianico Rosato, auch als Frizzante

## Eigenschaften
Laut Denomination (Auszug):

### Castel del Monte Bianco
- Farbe: mehr oder weniger intensives Strohgelb
- Geruch: angenehm, sanft
- Geschmack: frisch, von trocken bis lieblich
- Alkoholgehalt: mindestens 10,5 Vol.-%
- Säuregehalt: mind. 4,5 g/l
- Trockenextrakt: mind. 16,0 g/l
- Gesamtzuckergehalt: maximal 10,0 g/l

### Castel del Monte Rosso
- Farbe: von rubinrot bis granatrot
- Geruch: angenehm, charakteristisch
- Geschmack: von trocken bis lieblich, harmonisch
- Alkoholgehalt: mindestens 12,0 Vol.-%
- Säuregehalt: mind. 4,5 g/l
- Trockenextrakt: mind. 20,0 g/l
- Gesamtzuckergehalt: maximal 10,0 g/l

### Castel del Monte Rosato
- Farbe: mehr oder weniger intensiv rosa
- Geruch: charakteristisch, fruchtig
- Geschmack: von trocken bis lieblich, harmonisch
- Alkoholgehalt: mindestens 11,0 Vol.-%
- Säuregehalt: mind. 4,5 g/l
- Trockenextrakt: mind. 16,0 g/l
- Gesamtzuckergehalt: maximal 10,0 g/l